# ラリー・プレスラー
ラリー・リー・プレスラー(英語：Larry Lee Pressler, 1942年3月29日 - )は、アメリカ合衆国の政治家、弁護士。サウスダコタ州の共和党員として連邦下院議員を2期、連邦上院議員を3期務めた。
カトリック教徒の家庭に生まれたが、2015年に改宗し、末日聖徒イエス・キリスト教会の会員となった。

## 経歴・人物
ラリー・プレスラーはサウスダコタ州ミネハハ郡ハンボルトで生まれ、実家の農場で働いていた。サウスダコタ大学に入学後、1961年には4Hクラブのメンバーとしてカイロで行われた世界農業博覧会に出席し、翌1962年には4Hクラブから国民市民賞を授与された。また、サウスダコタ大学の学生協会会長も務めた。1964年にサウスダコタ大学を卒業すると、ローズ奨学制度を利用してイギリス・オックスフォード大学で学士号を取得した。その後、アメリカに戻り、1966年にハーバード大学で公共経営修士（専門職）を取得、卒業している。1966年にアメリカ陸軍へ入隊してベトナム戦争に参加すると、退役後は中尉としてアメリカ国務省で外交官（FSO (英語版)）として数年勤務した。ハーバード大学ケネディスクールで学んだ後、同大ロースクールを1971年に卒業した。
軍属中だった1968年、プレスラーはサウスダコタ州1区から連邦下院議員を目指そうと、民主党からの出馬を模索するも撤退。1974年選挙に共和党から下院議員選挙に出馬し、民主党現職のフランク・デンホルムを破って当選を果たした。ただし、サウスダコタ共和党からは、選挙資金の提供を拒否されている。1976年3月、ジャーナリストのジャック・アンダーソンとレス・ウィッテンは、プレスリーが執筆したとされる一部の記事について、ワシントン・ポストやその他の新聞から盗作を行なっていると告発した。プレスリーは盗作を否定したものの、1976年1月に執筆された記事に関しては、ワシントン・ポストからの引用（excerpts）が偶然(accidentally)含まれていたと発表した。このようなスキャンダルこそあったものの、同年行われた1976年選挙では8割近い票を得て再選を果たし、次の選挙で上院議員へ挑戦することをほのめかした。事前に行っていた表明通り、1978年選挙に出馬し、民主党現職のジェームズ・アブレズクを破って連邦上院議員に就任した。ベトナム戦争の退役軍人が連邦上院議員を務めるのは史上初のことであったという。3期の上院議員としての任期を務める間、1980年に短い間ではあったものの大統領選挙への出馬を表明し、ベトナム戦争の退役軍人問題に関する運動を行っていたほか、第104議会ではアメリカ合衆国上院通商委員会の委員長を務めた。また、1980年に起こったアブスキャム事件では、連邦捜査局が行ったおとり捜査において、FBI捜査官からの贈賄を拒否したことでメディアから称賛を受けた。1996年選挙では4選目を目指して立候補するも、民主党のティム・ジョンソンにわずか3%差で敗れた。
落選後はニューヨーク州で弁護士として活動し、自身の法律事務所「プレスラー・グループ」を設立した。その後も、たびたび政治活動を行っており、2000年の大統領選挙ではジョージ・W・ブッシュ候補の選挙陣営に参加したほか、2002年には再選を目指してサウスダコタ州全州区から下院議員選挙に出馬を試みている。（共和党のビル・ヤンクロウ知事が出馬を表明したため、選挙戦途中で撤退している。）2009年にはアメリカ大陸の海外遺産保存のための委員会の委員も務めている。
かつては共和党員として政治活動を行っていたが、2008年と2012年の大統領選で民主党のバラク・オバマ候補への支持を表明して以降、2016年選挙でヒラリー・クリントン、2020年選挙でジョー・バイデンを支持するなど、民主党の大統領候補への支持を表明し続けている。さらに、2014年には民主党と共和党がイデオロギーに固執しすぎていると述べた上で、無所属での連邦上院議員選挙への挑戦を行った。プレスラーは国の財政赤字の削減を最優先課題に挙げ、富裕層への増税や社会保障の開始年齢の引き上げへの支持を表明していた。無所属での出馬ではあったが、サウスダコタ州の2大新聞「アーガス・リーダー」と「デイリー・レパブリック」から支持を集めたほか、共和党有利とされる情勢の中で支持を伸ばし、全米からの注目を集めた。総選挙の結果、プレスラーは17.1%の票を獲得するなど健闘したものの、共和党のマイク・ラウンズが当選を果たした。
2020年11月に膵臓がんと診断され、メリーランド州ボルチモアのジョンズ・ホプキンズ病院で療養を行なっている。

## 出版物
- Larry Pressler (January 1, 1982). U.S. senators from the prairie. Dakota Press. ISBN 0882490338
- Larry Pressler (May 20, 1986). Star Wars: The Strategic Defense Initiative Debates in Congress. Praeger Publishers. ASIN B017N0F06S
- Larry Pressler (July 20, 2017). Neighbours in Arms: An American Senator's Quest for Disarmament in a Nuclear Subcontinent. Penguin/Viking. ISBN 0670089311